# Lindsaea azurea
Lindsaea azurea là một loài dương xỉ trong họ Lindsaeaceae. Loài này được Christ mô tả khoa học đầu tiên năm 1897.
Danh pháp khoa học của loài này chưa được làm sáng tỏ. 